# سیارک ۲۹۰۸۱
سیارک ۲۹۰۸۱ (به انگلیسی: 29081 Krymradio، نامگذاری:1978SC5)۲۹۰۸۱مین سیارک کشف شده‌است که در ۲۷ سپتامبر ۱۹۷۸ کشف شد.